# Pohár Českého nohejbalového svazu mužů
Pohár Českého nohejbalového svazu mužů byl seriálem mezinárodních jednorázových nohejbalových turnajů, který byl pořádán mezi lety 2002 a 2007. Turnaje byly vypisovány pro kategorii dvojic nebo trojic. Pořadí na jednotlivých turnajích bylo bodově ohodnoceno a součet celkového počtu bodů získaných během jednotlivých turnajů určoval konečné pořadí v poháru.

## Celkové výsledky

### Ročník 2002
| Pořadí | Jméno družstva    | Body |
| ------ | ----------------- | ---- |
| 1.     | Reprezentace ČR   | 112  |
| 2.     | TJ Avia Čakovice  | 62   |
| 3.     | Sokol Modřice     | 58   |
| 4.     | NK Elna Počerady  | 37   |
| 5.     | DP Šacung         | 24   |
| 6.     | Slavoj Český Brod | 24   |

### Ročník 2003
| Pořadí | Jméno družstva      | Body |
| ------ | ------------------- | ---- |
| 1.     | Liapor Karlovy Vary | 171  |
| 2.     | Sokol Modřice       | 129  |
| 3.     | DP Šacung           | 114  |
| 4.     | Avia Čakovice       | 84   |
| 5.     | Bílá Hora Plzeň     | 28   |
| 6.     | NK Bratřínov        | 18   |
| 7.     | NK Vsetín           | 12   |
| 8.     | Pospol Strakonice   | 8    |
| 9.     | Spartak Přerov      | 6    |

### Ročník 2004
| Pořadí | Jméno družstva       | Body |
| ------ | -------------------- | ---- |
| 1.     | Liapor Karlovy Vary  | 111  |
| 2.     | SK Šacung 1947       | 105  |
| 3.     | Avia Čakovice        | 51   |
| 4.     | Sokol Exmost Modřice | 26   |
| 5.     | Bílá Hora Plzeň      | 20   |
| 6.     | Elna Počerady        | 6    |
| 7.     | Slavoj Český Brod    | 6    |

### Ročník 2005
| Pořadí | Jméno družstva           | Body |
| ------ | ------------------------ | ---- |
| 1.     | Sokol SDS EXMOST MODŘICE | 195  |
| 2.     | SK LIAPOR Karlovy Vary   | 156  |
| 3.     | Plzeň - Bílá Hora        | 132  |
| 4.     | TJ AVIA ČAKOVICE         | 90   |
| 5.     | Český Brod               | 48   |
| 6.     | NK 94 Vyškov             | 48   |
| 7.     | Šacung 1947              | 26   |
| 8.     | MSEM Přerov              | 12   |
| 9.     | ELNA Počerady            | 12   |

### Ročník 2006
| Pořadí | Jméno družstva         | Body |
| ------ | ---------------------- | ---- |
| 1.     | Sokol EXMOST Modřice   | 162  |
| 2.     | Plzeň - Bílá Hora      | 146  |
| 3.     | AVIA Čakovice          | 141  |
| 4.     | NK Vyškov 94           | 72   |
| 5.     | NK CLIMAX Vsetín       | 66   |
| 6.     | SK Liapor Karlovy Vary | 60   |
| 7.     | Spartak MSEM Přerov    | 42   |
| 8.     | DAYMOON Děčín          | 30   |
| 9.     | ELNA Počerady          | 24   |
| 10.    | TJ Loko Č.Budějovice   | 6    |

### Ročník 2007
| Pořadí | Jméno družstva               | Body |
| ------ | ---------------------------- | ---- |
| 1.     | Sokol SDS Exmost Modřice     | 151  |
| 2.     | SK Liapor Witte Karlovy Vary | 140  |
| 3.     | SK Šacung 1947               | 134  |
| 4.     | TJ Sokol Břve                | 60   |
| 5.     | NK 94 Orel Vyškov            | 42   |
| 6.     | TJ Avia Čakovice             | 30   |
| 7.     | TJ Slavoj Český Brod         | 24   |
| 8.     | NK Děčín                     | 24   |